# Phyllodactylus gerrhopygus
Espèce
Synonymes
- Diplodactylus gerrhopygus Wiegmann, 1834

Statut de conservation UICN

 LC  : Préoccupation mineure
Phyllodactylus gerrhopygus est une espèce de geckos de la famille des Phyllodactylidae.

## Répartition
Cette espèce se rencontre au Pérou dans la région de Tacna et dans le nord du Chili.

## Publication originale
- Wiegmann, 1835 "1834" : Beiträge zur Zoologie gesammelt auf einer Reise um die Erde. Siebente Abhandlung. Amphibien. Nova Acta Physico-Medica, Academiae Caesarae Leopoldino-Carolinae, Halle, vol. 17, p. 185-268 (texte intégral).